# Tivoli
Tivoli è un comune italiano di 55 134 abitanti della città metropolitana di Roma Capitale nel Lazio.

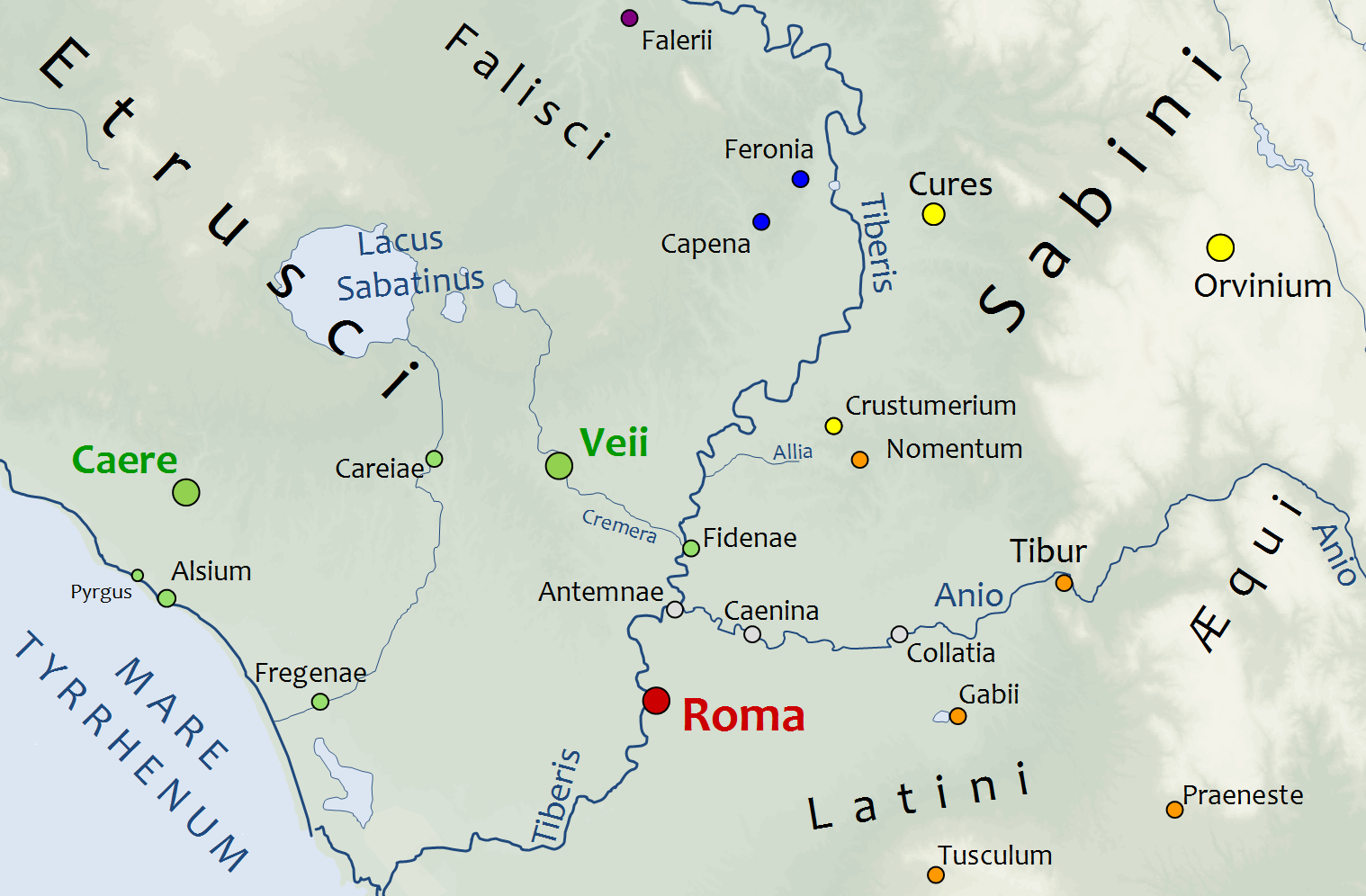
Posizione di Tibur nel Latium vetus.

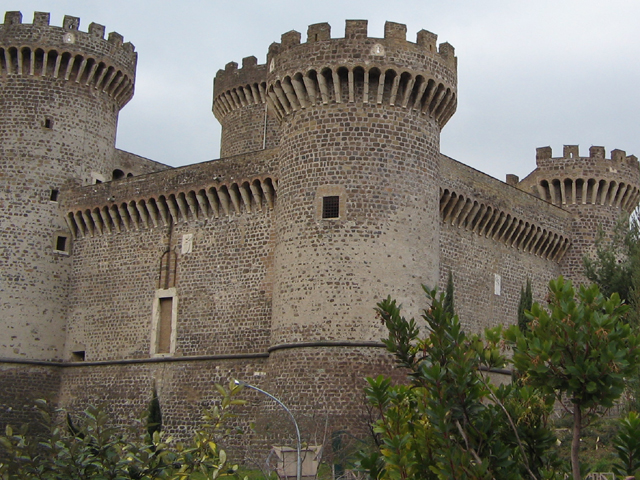
Rocca Pia

## Geografia fisica

### Territorio
Il territorio comunale di Tivoli occupa le pendici dei monti Tiburtini tra la Campagna romana a ovest e il territorio dei comuni di Castel Madama e Vicovaro, nell'entroterra est della provincia di Roma. A nord-est si trova la riserva naturale di Monte Catillo, il cui territorio appartiene, per la maggior parte, allo stesso comune di Tivoli.
Il centro storico si trova all'estremità inferiore della valle dell'Aniene, che sovrasta di circa 150 metri la pianura romana. Il fiume vi precipita formando una cascata. L'Aniene determina i confini comunali tra la zona di Albuccione e il VI municipio romano.

### Clima
- Classificazione climatica: zona D, 1580 GR/G

## Storia
L'antica città latina di Tibur, oggi conosciuta come Tivoli, è citata da Virgilio nell'Eneide (Libro VII) con l'epiteto di Tibur Superbum, espressione che ancora oggi compare nello stemma cittadino.
Secondo la tradizione, Tibur rivendica un'origine più antica di Roma. Lo storico Dionigi di Alicarnasso attribuisce la sua fondazione agli Aborigeni, in seguito al rito della primavera sacra.
L'insediamento arcaico, che risalirebbe al 1215 a.C., si fortificò ad opera dei Siculi sulla riva sinistra dell'Aniene. Sorsero dapprima le fortificazioni nell'attuale contrada di San Paolo (presumibilmente nei secoli XI-X a.C.) e successivamente (VIII-VII secolo a.C.), avvicinandosi gli abitanti al fiume, l'acropoli (dove sarebbero tornati poi ad arroccarsi i cittadini tiburtini del Medioevo), avvantaggiandosi della posizione dominante sul guado che costituiva il percorso più breve per la transumanza delle greggi fra l'Agro Romano e l'Abruzzo; la direttrice sarebbe poi diventata la via Valeria. Ancora oggi la contrada dell'antica acropoli si chiama Castrovetere.
Secondo Catone nella sua opera Origines, i Siculi vennero scacciati dai Greci, guidati da Catillo di Arcadia e dai suoi tre figli, Tibur, Corace e Catillo: al termine della battaglia rinominarono la città con il nome del fratello maggiore. Secondo un'altra teoria, il nome Tibur deriverebbe da Tibor, “fiume”, riferendosi al fiume Aniene che attraversa la città. Tutt'oggi, gli abitanti si chiamano tiburtini.
Il fatto che l'antica Tibur fosse punto di confluenza di popolazioni diverse (soprattutto Sabini e Latini), è confermato dall'esistenza del grande santuario di Ercole Vincitore, eroe divinizzato di origine greca, protettore dei commerci e dei luoghi in cui si svolgevano. I resti attuali sono databili al II secolo a.C., ma si può ipotizzare un più antico luogo di culto (forse nella zona dell'attuale ponte dell'Acquoria) comune a popolazioni che si incontravano per commerciare, analogamente a quanto accadeva vicino al guado del Tevere nel Foro Boario già in epoca pre-arcaica.
Nel IV sec. a.C., dopo essere entrata nella Lega Latina, Tivoli guerreggiò contro Roma, che intendeva sottomettere il Lazio, finché la Lega fu definitivamente sconfitta. Aiutò Roma nelle guerre puniche tanto da essere uno dei principali punti di rifornimento delle truppe. Rimase neutrale durante la guerra civile e fu riconosciuta municipio romano con la Lex Iulia municipalis nel I secolo a.C.. Dopo il passaggio da repubblica a impero Tibur si consolidò come centro commerciale e residenziale divenendo sede di molte ville di ricchi romani, come testimoniano i numerosi resti. Quelle ancor oggi note e identificate sono attribuite a Orazio, a Cassio, a Publio Quintilio Varo, a Manlio Vopisco (i resti di quest'ultima sono incorporati nell'attuale Villa Gregoriana). Lo stesso Augusto vi soggiornò ed amministrò la giustizia sotto i portici del santuario di Ercole Vincitore. Il culmine di questi insediamenti fu rappresentato dalla villa di Adriano, nel II secolo d.C. Qui a Tivoli, nel 275 d.C., passò i suoi ultimi giorni la regina Zenobia di Palmira.

### Medioevo
Nell'Alto Medioevo le invasioni barbariche portarono a un periodo di decadenza con conseguente abbandono delle ville e delle campagne, a seguito di ciò la popolazione si trasferì all'interno delle mura. Procopio, nella Guerra Gotica, riferisce di un assedio da parte degli ostrogoti, sotto Totila, con conseguente conquista della città e uccisione orrenda dei cittadini da parte dei conquistatori. Un documento del 945 attesta che la città era governata da un duca. Tra il X e l'XI secolo Tivoli entrò in guerra con Ottone III. Nel Basso Medioevo Tivoli e Roma ritornarono alle armi perché Roma non sopportava la posizione strategica di Tivoli. Federico Barbarossa fu appoggiato dalla città e in cambio fortificò le mura e permise alla città di inserire l'aquila imperiale nello stemma cittadino. Tivoli fu sede vescovile (nota dall'anno 366) e fortemente implicata nelle contese feudali. Sempre gelosa della propria indipendenza, ma stretta tra i baroni romani e il feudo benedettino di Subiaco, per sottrarsi al patrimonio vescovile si schierò con i ghibellini; tuttavia questo non le risparmiò di dividersi continuamente in fazioni e di rimanere ostaggio della contesa fra i potenti romani, come i Colonna e gli Orsini, per tornare infine, nel XV secolo, nel patrimonio della Chiesa, del cui Stato seguì le sorti. Nel 1461 papa Pio II costruì Rocca Pia e pose fine a tutti i conflitti, assoggettando la città al papato. Nel 1550 fu nominato governatore di Tivoli il cardinale Ippolito II d'Este (1509-1572), che promosse la realizzazione della celebre villa che dalla sua famiglia prende il nome. La sistemazione di Villa d'Este fu continuata dai suoi successori, il nipote cardinale Luigi d'Este (morto nel 1586) e il cardinale Alessandro d'Este (morto nel 1624).
In età medioevale era presente anche una comunità ebraica. Nel 1867 la città fu testimone della campagna dell'Agro romano per la liberazione di Roma con la colonna garibaldina Pianciani.

### Ventennio fascista e seconda guerra mondiale
Negli anni dell'avvento del fascismo (1921-1922) Tivoli, con la giunta Parmegiani, eletta nel 1919 e a forte componente operaia, fu uno degli ultimi comuni d'Italia a guida socialista e comunista, insieme ad Ancona, Parma e Cremona, e la sua strenua resistenza alle pressioni del fascismo romano fu strettamente legata allo sfruttamento pubblico delle acque della cascata per la produzione di energia elettrica, che restò tale fino alla caduta della giunta. I tentativi dei fascisti romani, appoggiati da quelli locali che avevano in Guglielmo Veroli il loro segretario, furono continuamente rintuzzati dagli Arditi del Popolo, formazioni di operai e contadini sorte in difesa delle Camere del Lavoro, che erano il consueto bersaglio delle incursioni delle camicie nere. In questo contesto avvennero episodi di aggressioni di fascisti locali, come in occasione dello sciopero dei ferrovieri del 1920 o in occasione del rientro a Tivoli di bande fasciste che avevano partecipato a Roma a una manifestazione nel 1921. Gli sviluppi di quest'ultima aggressione portarono all'uccisione del segretario del Fascio Guglielmo Veroli da parte del segretario della Camera del Lavoro Dante Corneli, operaio delle cartiere invalido che, aggredito da 4 fascisti, tra cui il Veroli, nel vicolo Todini, si difese con le armi. Come reazione a questo episodio ci fu una vera e propria occupazione della città, con un uso massiccio della violenza da parte del fascismo, che all'uopo trasferì a Tivoli il gerarca di Civitavecchia Pollastrini, famoso per la sua brutalità che gli aveva consentito di sconfiggere il più agguerrito gruppo di Arditi del Popolo del Lazio. L'attività di quest'ultimo consisté nell'esercitare una continua violenza sui membri della giunta Parmeggiani, e nel tentativo, in parte riuscito, di dividere le maestranze della centrale elettrica. Questo consentì ai fascisti di esautorare, con la complice passività dei regi carabinieri, la giunta Parmegiani, uccidendo in strada l'assessore Multineddu ed esiliandone i principali membri. Il fascismo prese così il potere a Tivoli e immediatamente la centrale elettrica fu privatizzata passando nelle mani della società Anglo-Romana.

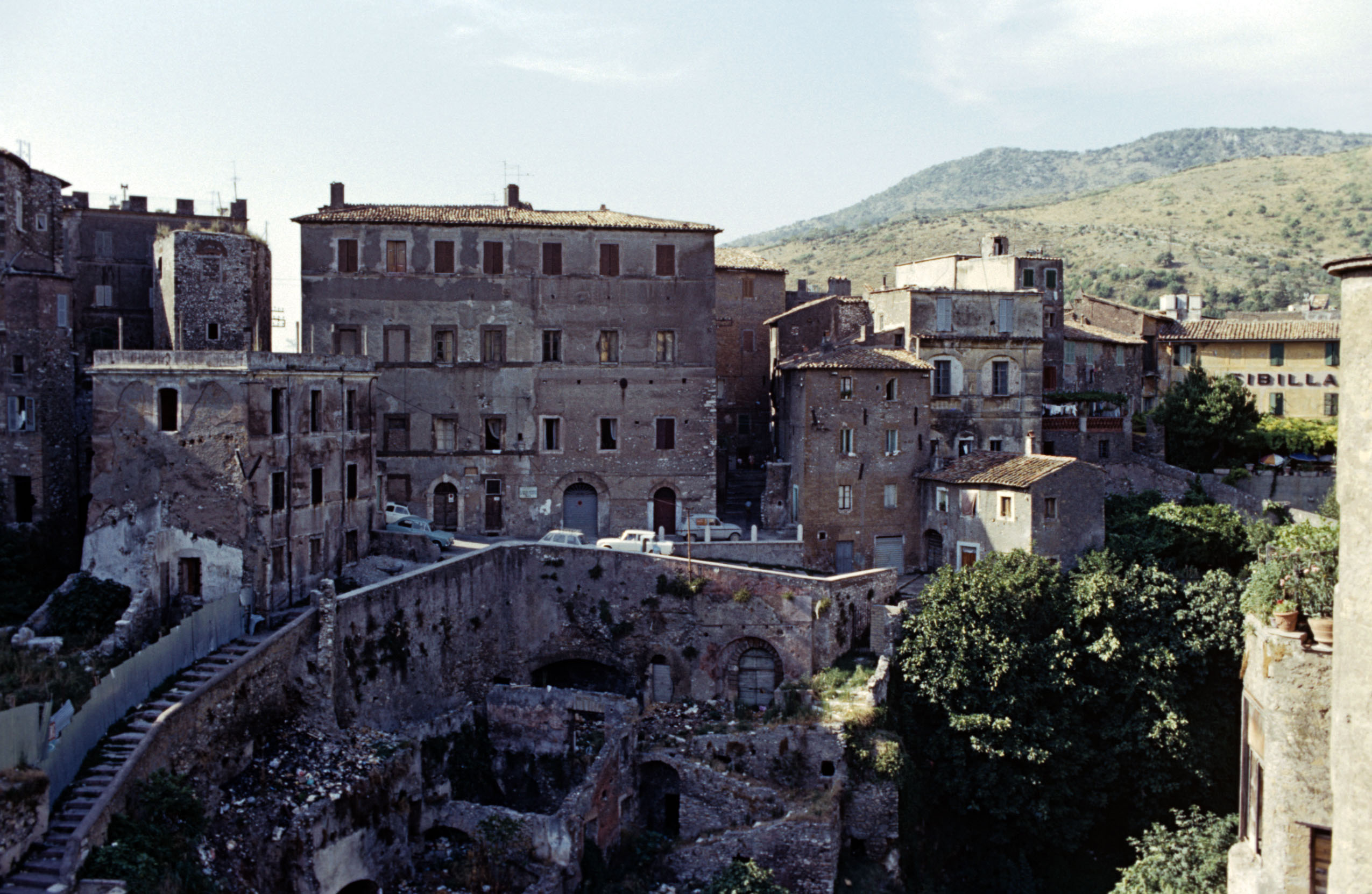
Tivoli parte antica in una foto del 1972

Durante la seconda guerra mondiale la città, che si trovava sul percorso della ritirata dei nazisti verso il nord, lungo la via Valeria, fu duramente e ripetutamente bombardata dall'aviazione anglo-americana, che puntava ad interrompere i collegamenti ferroviari e stradali tra Roma e l'Adriatico.
Durante l'occupazione tedesca fu forte la presenza di nuclei partigiani. Si dedicarono essenzialmente al sabotaggio e a funzioni di appoggio per le azioni degli Alleati. In questo contesto va inserita la vicenda dell'Eletti, partigiano della prima ora, al quale fu affidata dagli Alleati la responsabilità di una radiotrasmittente che avrebbe dovuto svolgere un ruolo di primaria importanza in vista dell'aviosbarco su Roma. La perdita di affidabilità da parte dell'Eletti, il quale, nonostante l'indubbio valore personale, gestì questa radio in modo molto poco prudente, rischiando di renderne nota la localizzazione ai nazi-fascisti, fu all'origine della sua uccisione da parte degli stessi partigiani tiburtini, su ordine diretto degli Alleati, come fu confermato nel relativo processo avvenuto nell'immediato dopoguerra conclusosi con la piena assoluzione degli imputati. A parte questo doloroso episodio, l'azione di sabotaggio delle formazioni tiburtine fu continua e si estese fino alla campagna romana. Ciò comportò sanguinose ritorsioni nonché la distruzione di infrastrutture (come i ponti sull'Aniene, ad eccezione di quello Lucano antico) da parte dei nazisti in ritirata.

### Dal dopoguerra ad oggi
Fino agli anni settanta del XX secolo Tivoli rimase città a vocazione fortemente industriale e con una solida base operaia, orientata politicamente a sinistra, almeno nelle elezioni sovracomunali. Nella fase di deindustrializzazione che seguì, vi fu anche forte e sentita la contrapposizione politica dei cosiddetti anni di piombo. Numerosi furono gli estremisti di destra anche di rilevanza nazionale provenienti da Tivoli o legati alla città, coinvolti in alcuni dei principali episodi della strategia della tensione. Tivoli espresse comunque, anche per tutto il decennio 1970-80, un forte e preponderante movimento operaio e studentesco legato al PCI e alla sinistra extra-parlamentare nelle sue diverse articolazioni.
Dal 2021, Tivoli si fregia del titolo di "città d'arte". Il comune infatti ha la caratteristica di annoverare più di un singolo sito UNESCO, assieme a poche altre città al mondo (Padova, Cordova, Mosca e Pechino).

### Simboli

Il gonfalone

Lo stemma e il gonfalone sono stati riconosciuti ufficialmente con Decreto del Presidente del Consiglio dei ministri Ferruccio Parri del 25 giugno 1945. Lo stemma è antico e inizialmente pare fosse costituito solo dai due torrioni collegati da un ponte a tre arcate, che richiama il Ponte Lucano, al di sotto del quale scorre il fiume Aniene. Su una delle torri la scritta latina Libertas si riferisce alla sua indipendenza politica, sull'altra la parola Nobilitas poiché il Comune era governato dal consiglio degli ottimati. Sul parapetto del ponte un tempo era riportata la sigla S.P.Q.T. (Senatus Populusque Quiritium Tiburtinorum) poi sostituita da Tibur Superbum, epiteto dato alla città da Virgilio nel libro VII dell'Eneide.
Popolarmente si tramanda che il privilegio di fregiare lo stemma cittadino con l'aquila sia stata concesso nel 1155 con la venuta di Federico Barbarossa. Secondo altre fonti sarebbe stata adottata in precedenza come dichiarazione di appartenenza alla fazione ghibellina, oppure sarebbe un riferimento all'aquila imperiale romana.
Il gonfalone in uso è un drappo partito di azzurro e di rosso porpora, la descrizione ufficiale di quello riconosciuto nel 1945 è un:
La bandiera in uso è un drappo partito di rosso porpora e di azzurro, caricato al centro dello stemma comunale.

## Monumenti e luoghi d'interesse

### Architetture religiose
- Basilica Cattedrale di San Lorenzo diacono e martire;
- Chiesa di San Biagio vescovo e martire;
- Chiesa di Sant'Andrea apostolo; in chiesa è una notevole pala con la Pietà, opera di un pittore ancora anonimo vicino a Raffaellino del Colle[24].
- Chiesa di Santa Maria Maggiore - convitto
- Chiesa di San Silvestro;
- Chiesa di San Bernardino da Siena;
- Chiesa di San Giorgio martire;
- Chiesa di San Pietro alla Carità;
- Chiesa di Santa Sinforosa (detta del Gesù);
- Chiesa della Madonna della Fiducia (già di Santa Croce dei Cappuccini);
- Chiesa di Sant'Antonio Abate;
- Chiesa di San Getulio;
- Chiesa di Santa Barbara (Via degli Orti);
- Chiesa di San Giovanni Evangelista; nella chiesa, attualmente all'interno dell'omonimo complesso ospedaliero, è visibile un ciclo di affreschi del secondo Quattrocento, già attribuito ad Antoniazzo Romano o a Melozzo da Forlì. Oggi si preferisce attribuirli ad un pittore dalla forte personalità, il cosiddetto "Maestro di Tivoli", operante all'epoca di questi due maestri;[25]
- Chiesa di Sant'Anna;
- Chiesa ed ex Convento di Sant'Antonio di Padova (detto "Sant'Antonio dei butteri", Strada provinciale per Marcellina);
- Ex Monastero degli Olivetani - Hotel Torre Sant'Angelo (Viale Quintilio Varo);
- Arco della Madonna di Quintiliolo (Viale Quintilio Varo);
- Santuario della Madonna di Quintiliolo.

Chiese sconsacrate:
- San Michele Arcangelo in piazza Palatina (sec. XII);
- Santo Stefano dei Ferri (sec. XII);
- Santa Maria dell'Oliveto (erroneamente creduta Sant'Alessandro) in via del Tempio d'Ercole (sec. XII);
- San Vincenzo, costruita nel 1268 e rifatta nel 1860. Il titolo parrocchiale fu trasferito alla chiesa di S. Andrea nel 1826;
- Santa Maria dell'Oliva (1512);
- Chiesa di San Nicola "sopra Portam Collis" (1590);
- Annunziata (1729).

Chiese scomparse:
Inoltre sono ricordate numerose chiese ormai scomparse.

### Architetture civili
- Palazzo Boschi;
- Palazzo Coccanari de' Fornari;
- Palazzo del Tribunale (ex Niccolò Tommaseo);
- Palazzo Macera;
- Palazzo Marzi;
- Palazzo San Bernardino (sede del Comune);
- Palazzo Torlonia;
- Ponte della Pace;
- Ponte Gregoriano;
- Porta del Colle;
- Porta San Giovanni;
- Scuderie Estensi;
- Villa Braschi;
- Villa d'Este, Patrimonio Mondiale UNESCO;
- Villa Gregoriana;
- Ponte Lucano;[26]
- Antica via Tiburtina;

### Architetture militari
- Rocca Pia.

### Siti archeologici
- Anfiteatro di Bleso;

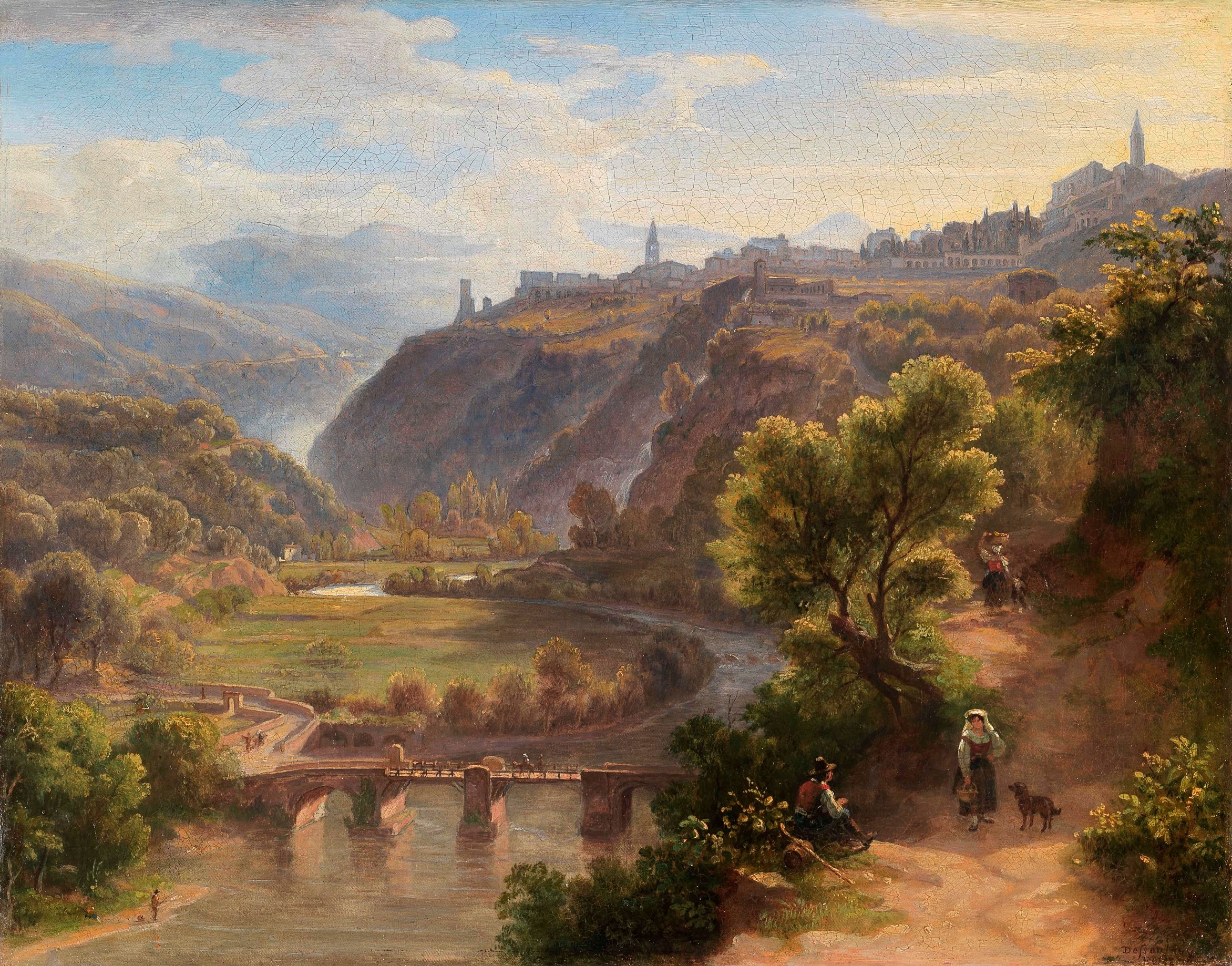
Thomas Dessoulavy, Veduta del Ponte dell'Acquoria a Tivoli, 1830/1840, olio su tela.

- Criptoportico (sottostante Piazza Tani);
- Grotta Polesini, dove sono stati ritrovati resti di rilevanti manifestazioni artistiche paleolitiche;
- Mausoleo dei Plauzi (dei Plautii);[27]
- Mensa Ponderaria e Sacello di Augusto;
- Parete semicircolare in opus reticulatum retrostante l'abside della cattedrale di S. Lorenzo (presunti resti del Foro romano);
- Ponte di età romana (Viale Roma);
- Ponte Lucano di età romana nei pressi del Mausoleo dei Plauzi;
- Porta Maior o Romana (Via del Colle);
- Santuario di Ercole Vincitore;[10]
- Siti di archeologia industriale - cartiere, fonderie, pastifici ecc. - (margine destro Via del Colle).
- Tempio circolare dell'acropoli, detto Tempio di Vesta (verosimilmente della Sibilla);
- Tempio rettangolare dell'acropoli, detto Tempio della Sibilla (probabilmente di Tiburno);
- Tempio della Tosse (probabile vestibolo di villa tardo-antica, trasformato in cappella nel Medioevo);
- Tomba della Vestale Cossinia;
- Villa Adriana, Patrimonio Mondiale UNESCO;
- Villa dei Pisoni;
- Villa detta di Bruto;
- Villa detta di Cassio;
- Villa detta di Orazio Flacco;
- Villa di Manlio Vopisco (Villa Gregoriana);
- Villa di Quintilio Varo
- Tempio di Vesta

### Aree naturali
- Riserva naturale di Monte Catillo;
- Parco di villa Gregoriana;
- Cascate dell'Aniene;
- Aquae Albulae, gruppo di sorgenti di acqua calda, note fin dall'antichità.[28]

### Evidenze artistiche
- Affreschi del presbiterio della chiesa di S. Giovanni Evangelista (Antoniazzo Romano, 1483 circa);
- Affreschi dell'arco absidale, del catino e della parete absidale della chiesa di S. Silvestro (scuola romana della prima metà del XIII secolo);
- Affresco raffigurante S. Pietro, erroneamente attribuito a Cimabue ma in realtà opera di scuola romana della seconda metà del XIII secolo, con influenze cimabuesche[29] (portone al n. 14 di Piazza Domenico Tani);
- Arco dei Padri Costituenti, opera dello scultore Arnaldo Pomodoro - 2009 (Piazza Garibaldi);Arco dei Padri Costituenti
- Arengario (Piazza Palatina);

Arco dei Padri Costituenti

- Crocifisso Ligneo del XV secolo attribuito a Baccio da Montelupo (Chiesa di S. Maria Maggiore);
- Gruppo ligneo della Deposizione (1220-1230), attribuito al cosiddetto atelier di Tivoli, di scuola cistercense (nella cattedrale di S. Lorenzo);
- Icona della Madonna Avvocata, attribuita a Jacopo Torriti o alla sua cerchia, XIII secolo (chiesa di S. Maria Maggiore);
- Monumento ai Caduti della I Guerra Mondiale, opera dello scultore Carlo Fontana - 1930 (giardino Garibaldi);
- Pavimento cosmatesco del XIII secolo (chiesa di S. Maria Maggiore);
- Pavimento cosmatesco a quinconce (chiesa di S. Pietro alla Carità);
- Ponte Gregoriano;
- Ponte San Martino (Via della Sibilla);
- Rocca Pia (XV secolo);
- Scuderie Estensi (Piazza Garibaldi);
- Scultura in piazza Trento, opera di Igor Mitoraj - 2008;
- Seminario Vescovile (Piazza del Seminario);
- Tavola di Sano di Pietro (1405-1481) raffigurante San Bernardino da Siena, nel Palazzo comunale;
- Torre del Comune (Piazza Palatina);
- Torre di Guardia (Via della Sibilla);
- Trittico del SS. Salvatore (prima metà del XII secolo), incluso in un rivestimento argenteo del 1449, con aggiunte del 1506 (nella cattedrale di S. Lorenzo);
- Scuderie Estensi.

## Società

### Evoluzione demografica
Abitanti censiti

### Etnie e minoranze straniere
Al 31 dicembre 2023 la popolazione straniera era di 7.793 persone, pari al 14,27% della popolazione.

### Lingue e dialetti
Il dialetto di Tivoli è un dialetto di tipo centrale (definito anche "mediano"), appartenente alla famiglia sabina, e dunque differente dal vicino romano nelle desinenze finali delle parole maschili che terminano correntemente in -u (se derivanti da parole latine terminanti in -us -um, altrimenti si ha -o) mentre nell'italiano e nel romano si ha l'esito generalizzato in -o.
Altra caratteristica del tiburtino è la gutturalizzazione dell'italiano gli in -gghi. Quest'ultimo è un suono gutturale duro intermedio tra la C e la G.
Tipicamente mediano è anche il fenomeno della c.d. "sonorizzazione" delle consonanti dopo nasale ("m" ed "n"): ad es. si ha "cinguanda", "tembo", suoni sconosciuti al romanesco, e comunque in regresso anche a Tivoli.
Gli articoli derivano dal dimostrativo ille, illa, illud, come in italiano, con perdita della il iniziale, per cui si avrà l'articolo determinativo lu, la, li, le e lo. L'articolo determinativo lo si usa in relazione a sostantivi non contabili (lo pa', lo sale, lo rame, lo feru), aggettivi e avverbi sostantivati (lo maro', lo pocu, lo troppu, il colore marrone, il poco, il troppo), infiniti verbali sostantivati (lo magna', lo beve, lo dormi'). Gli articoli indeterminativi sono invece: ‘Nu, ‘N, ‘na
I pronomi dimostrativi sono invece: “quistu, questa, questo'” diminut. stu, ‘sta, ‘sto = questo, questa, questo (neutro) “quillu, quella, quello” diminut. ‘ssu, ‘ssa,'sso = codesto, codesta, codesto (neutro), mentre i pronomi personali "Io, Essi, Esse".
Altra caratteristica fonetica che distingue il tiburtino dal romano, ed evidente anche nel parlato italiano, è la chiusura molto frequente del dittongo "ie", che invece nel romano viene pronunciato aperto per l'influsso toscano esercitatosi a Roma a partire dal XVI secolo: per cui mentre a Roma si ha ad esempio "ièri", "insième", "diètro", a Tivoli si avrà rispettivamente "iéri", "insiéme", "diétro", ecc. Sono fatte salve solo alcune parole, in cui anche a Tivoli tale dittongo ha suono aperto, ma si tratta di pronunce tipiche di molte altre aree dell'Italia mediana e non solo, come ad es. "cièlo", "viène". Altra discostanza dal romanesco (e dall'italiano) è la pronuncia aperta della parola "nòme", vitale anche in Campania, Abruzzo, Molise, ecc. Viceversa a Tivoli, conformemente all'italiano standard, vengono pronunciate chiuse le "o" di "sóno" (verbo essere), "sógno" e "bisógno", che a Roma suonano come "sòno", "sògno" e "bisògno".
Infine c'è da osservare come ormai il dialetto tiburtino autentico risulta sempre più in regresso, circoscritto pressoché al centro storico e del tutto abbandonato dalle generazioni più giovani, specie se residenti nelle frazioni più prossime a Roma, come Bagni di Tivoli: costoro infatti trovano più congeniale esprimersi in romanesco corrente, considerato la variante regionale di maggior prestigio. 

### Tradizioni e folclore[32]

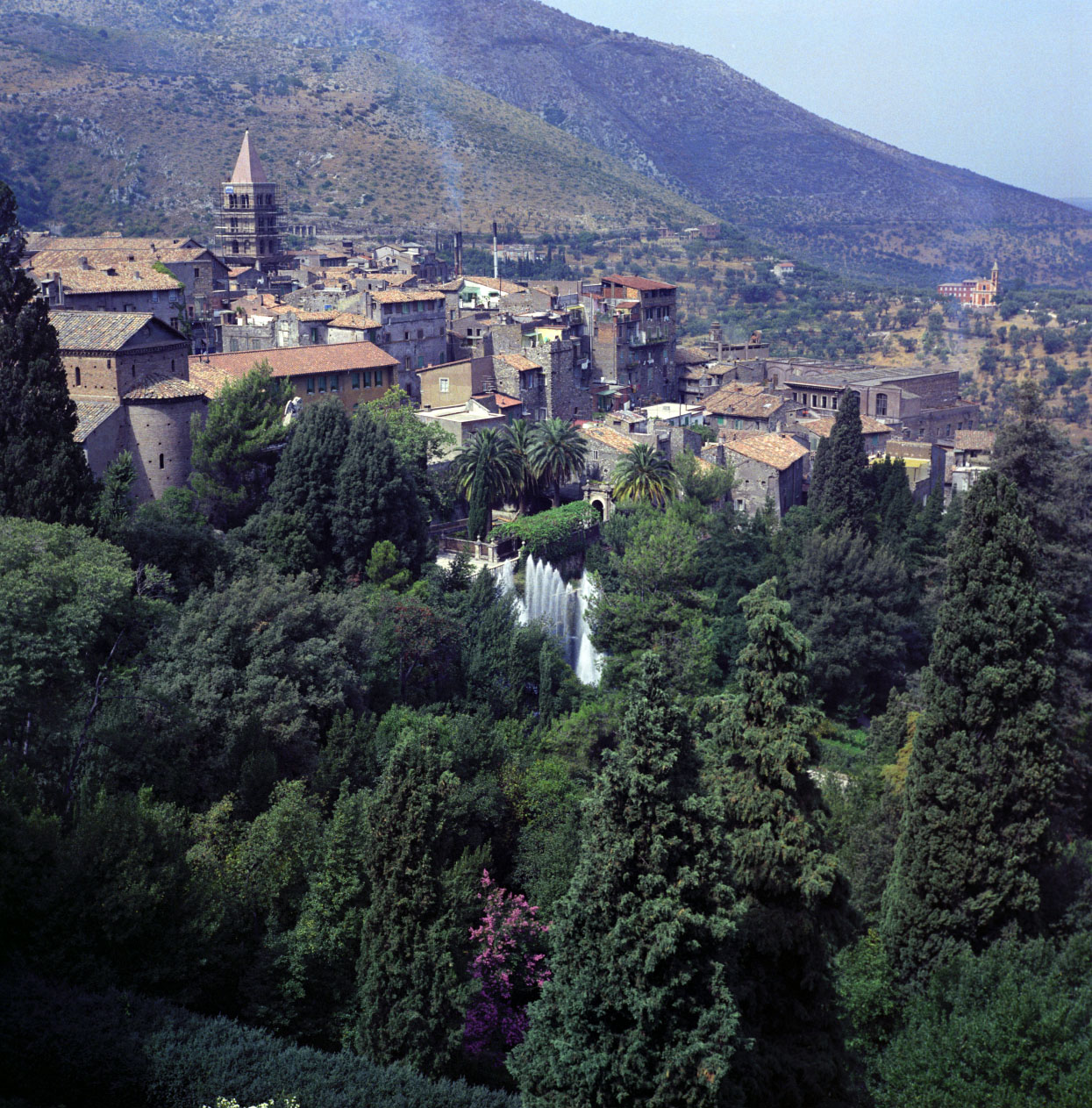
Panorama di Tivoli nel 1970

- il Carnevale tiburtino, con carri allegorici e maschere;[33]
- la Fiera di San Giuseppe, 19 marzo: ultima superstite di una serie di antiche fiere agricole, di bestiame e attrezzi[senza fonte];
- la Processione del Cristo Morto, il venerdì santo;
- la Processione della Madonna di Quintiliolo, la prima domenica di maggio. Ogni anno, proprio in questa occasione, viene organizzata dalla Contrada Via Maggiore un'infiorata lungo Via Domenico Giuliani (strada percorsa dalla processione) in cui, per consuetudine, solo il vescovo e chi porta la Madonna possono calpestare i fiori, che raffigurano soggetti religiosi;[34]
- la Processione di Sant'Antonio di Padova, il 13 giugno;
- la Processione di Santa Sinforosa, martire tiburtina e compatrona della Città. La Santa Tiburtina viene festeggiata anche nella località di Tivoli Terme, il 18 luglio;
- la Processione di San Lorenzo martire, Patrono di Tivoli, il 10 agosto: durante il pomeriggio e la processione vengono rappresentate scene storiche sulla vita del Santo Patrono, in collaborazione con il Gruppo Storico di Villa Adriana;
- l'Inchinata, 14 e 15 agosto: festa religiosa con processione, risalente al Medioevo e tuttora molto popolare, che consiste in una sorta di incontro tra due antiche immagini della Madonna e del Salvatore, provenienti rispettivamente dalla chiesa di S. Maria Maggiore e dalla Cattedrale.
- Sagra del pizzutello, dove per tutta la città cittadini vestiti con abiti tradizionali offrono o vendono l'uva pizzutella, tipica della zona grazie al terreno fertile sotto la cascata cittadina.[35]

## Cultura

### Istruzione

#### Musei
- Museo didattico del libro antico
- Museo civico di Piazza Campitelli
- Museo Antiquarium del Canopo
- Museo della Città
- Museo della scuola di Gladiatura

#### Biblioteca
- Biblioteca comunale[senza fonte]
- Biblioteca di comunità[senza fonte]
- Biblioteca di storia e arte[senza fonte]

### Eventi
In anni recenti sono state avviate anche alcune iniziative culturali ricorrenti:

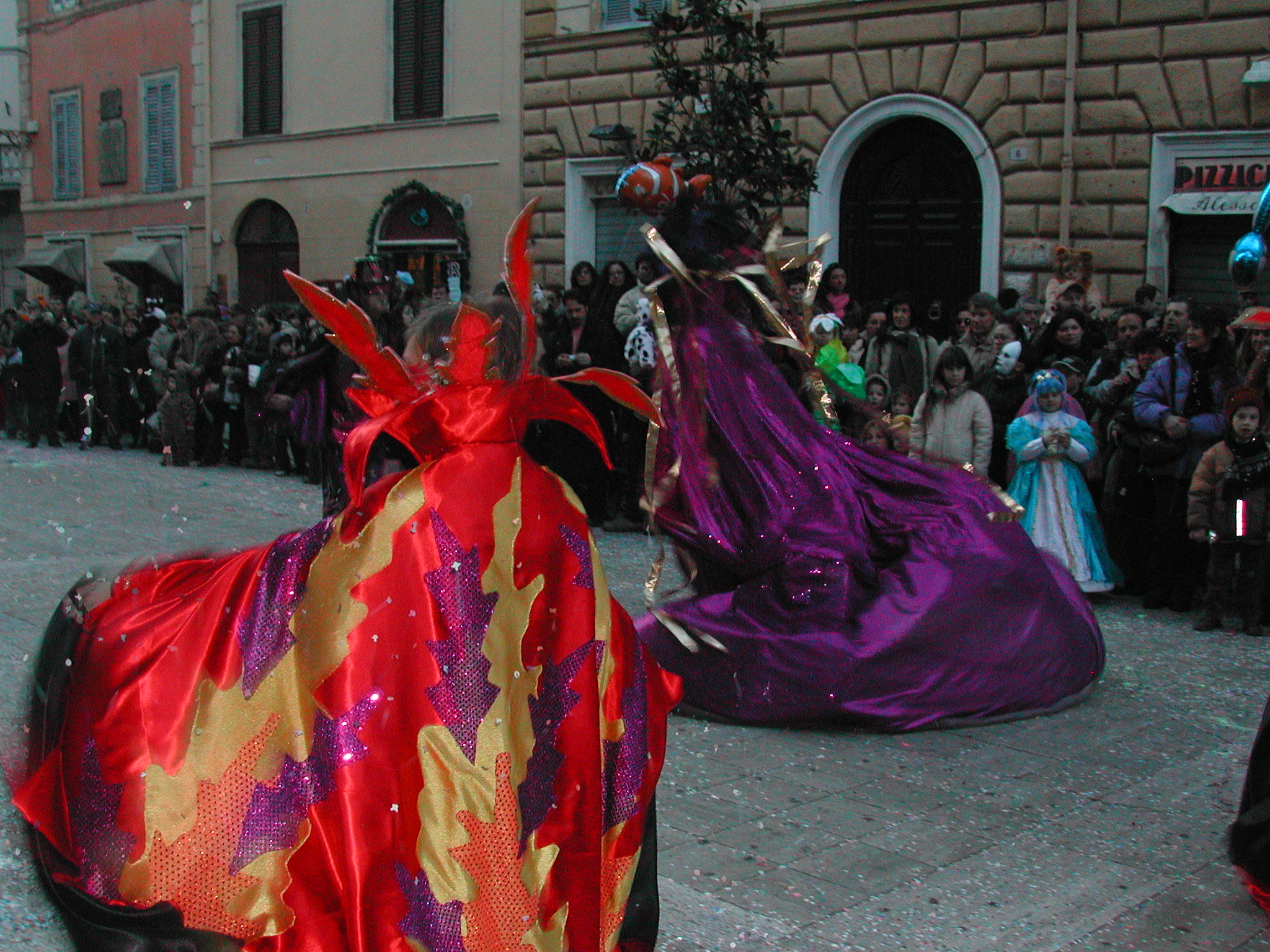
Carnevale tiburtino 2005: maschere

- l'Along Came Jazz, nel mese di luglio: festival annuale dedicato alla sperimentazione dei legami della musica jazz con la musica classica e con la musica folk (sia mediterranea che nord europea);
- Rassegne e concerti di musica medievale, rinascimentale e barocca ("Rassegna Nazionale di Musica Antica '96-'97 e '98", "Magnificat 2000", "I Concerti dell'Acropoli 2005 e 2007", "I Giullari 2006, 2007 e 2008", "Cantigas y Romances 2006", "Frottole 2010", "Villanelle alla Napolitana 2011", "Il Rinascimento suona giovane 2012");
- "Le 5 Giornate dell'Arte", rassegna annuale di arti figurative, letteratura e musica.
- FestiVal TiVoli;
- Tivoli Chiama.[chiarire con fonti terze e autorevoli la rilevanza di ciascun evento]

## Amministrazione
| Periodo          | Periodo          | Primo cittadino                             | Partito                    | Carica           | Note |
| ---------------- | ---------------- | ------------------------------------------- | -------------------------- | ---------------- | ---- |
| 7 dicembre 1993  | 31 luglio 1996   | Alcibiade Boratto                           | Indipendente               | Sindaco          |      |
| 31 luglio 1996   | 18 novembre 1996 | Armando Iuliano                             |                            | Commissario      |      |
| 18 novembre 1996 | 9 novembre 1998  | Sandro Gallotti                             | PpL                        | Sindaco          |      |
| 9 novembre 1998  | 27 giugno 1999   | Achille Togna                               |                            | Commissario      |      |
| 27 giugno 1999   | 4 febbraio 2003  | Marco Vincenzi                              | L'Ulivo                    | Sindaco          |      |
| 4 febbraio 2003  | 10 giugno 2003   | Antonio D'Acunto                            |                            | Commissario      |      |
| 10 giugno 2003   | 15 aprile 2008   | Marco Vincenzi                              | L'Ulivo                    | Sindaco          |      |
| 15 aprile 2008   | 22 gennaio 2010  | Giuseppe Baisi                              | PD                         | Sindaco          |      |
| 22 gennaio 2010  | 13 aprile 2010   | Mario De Meo                                |                            | Commissario      |      |
| 13 aprile 2010   | 10 aprile 2013   | Sandro Gallotti                             | PdL                        | Sindaco          |      |
| 10 aprile 2013   | 27 maggio 2013   | Giorgio Tomasi                              | PdL                        | Vicesindaco f.f. |      |
| 27 maggio 2013   | 10 giugno 2014   | Alessandra De Notaristefani Di Vastogirardi |                            | Commissario      |      |
| 10 giugno 2014   | 10 giugno 2024   | Giuseppe Proietti                           | Indipendente Liste Civiche | Sindaco          |      |
| 10 giugno 2024   | In carica        | Marco Innocenzi                             | FdI                        | Sindaco          |      |

## Geografica antropica

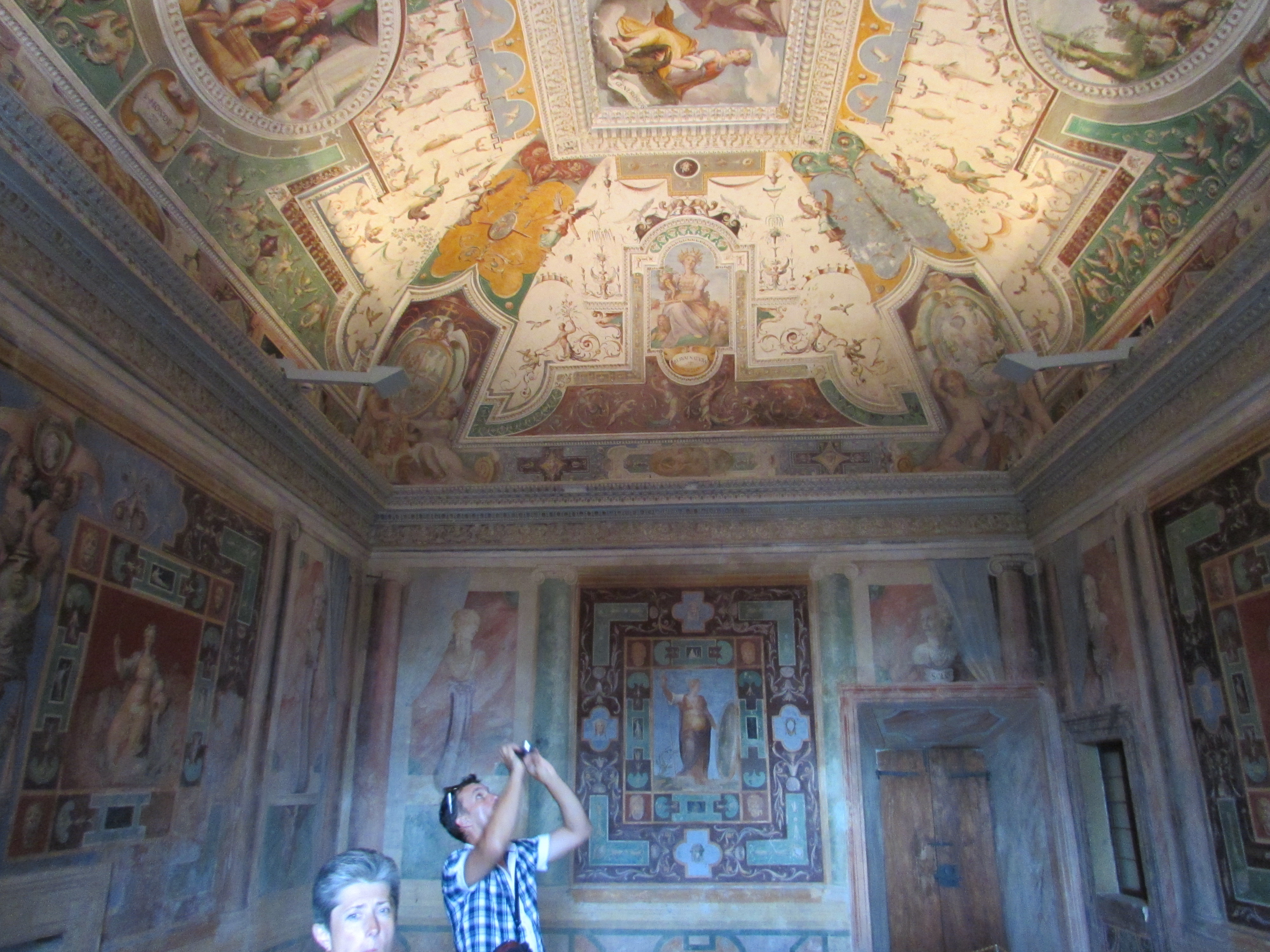
Interni di Villa d'Este

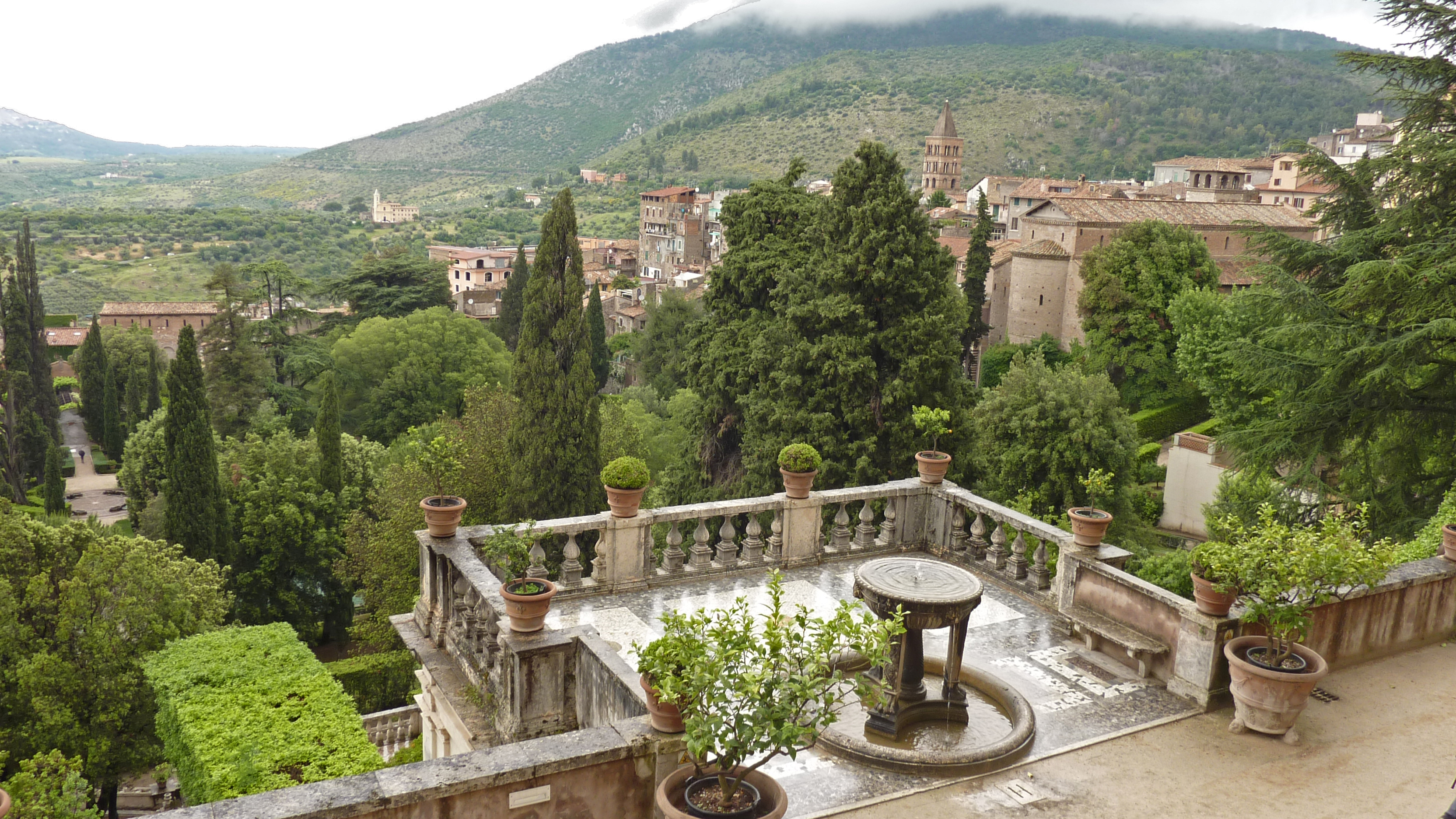

### Urbanistica

Panorama di Tivoli nel 1939

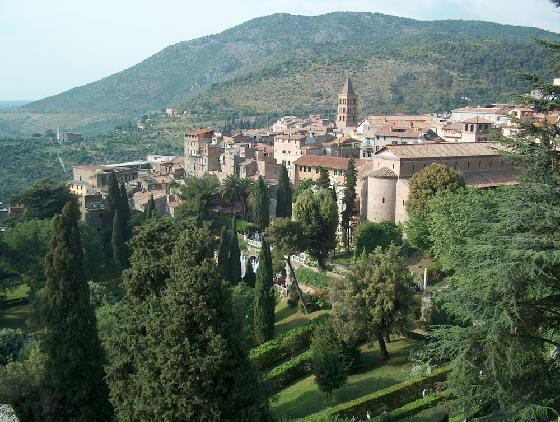

Mentre la parte moderna della città, costruita o ricostruita dopo la seconda guerra mondiale, presenta caratteristiche architettoniche e urbanistiche modestissime, la parte antica conserva persistenze medioevali di rilievo e permette percorsi interessanti e pittoreschi. Si trovano qui, anche, i principali e più antichi siti archeologici urbani, come l'acropoli, con il tempio rettangolare (detto tempio della Sibilla ma forse dedicato a Tiburno, mitico fondatore della città) e il tempio rotondo (detto tempio di Vesta ma verosimilmente dedicato alla Sibilla), il cosiddetto tempio della Tosse, probabilmente vestibolo di una villa di epoca imperiale rimasta incompiuta e trasformato in chiesa nel Medioevo, il santuario di Ercole Vincitore, straordinario centro economico-religioso della città fino all'epoca tardo imperiale, che ha conservato anche nei secoli successivi un ruolo gangliare nella vita cittadina diventando di volta in volta sede di conventi, chiese e attività produttive (fabbriche di armi, cartiere).
Più in alto, sulla spianata che domina la Campagna romana, sorgeva l'Anfiteatro di Bleso, costruito in età adrianea. I resti del monumento, parzialmente demolito e interrato nel XV secolo per riservarne la posizione dominante alla Rocca Pia voluta dal papa Pio II Piccolomini, tornarono alla luce nel 1948.
La città è ripetutamente citata nella memorialistica del Grand Tour e rappresentata in un gran numero di vedute. Principali punti di attrazione erano l'orrido della Villa Gregoriana e la cascata dell'Aniene, e le due ville oggi patrimonio dell'umanità UNESCO, Villa Adriana e Villa d'Este.
In loro virtù, Tivoli è l'unica città in Italia - assieme a Padova - ad annoverare più di un singolo sito UNESCO, e una delle poche al mondo (le altre sono Cordova, Mosca e Pechino).

### Frazioni

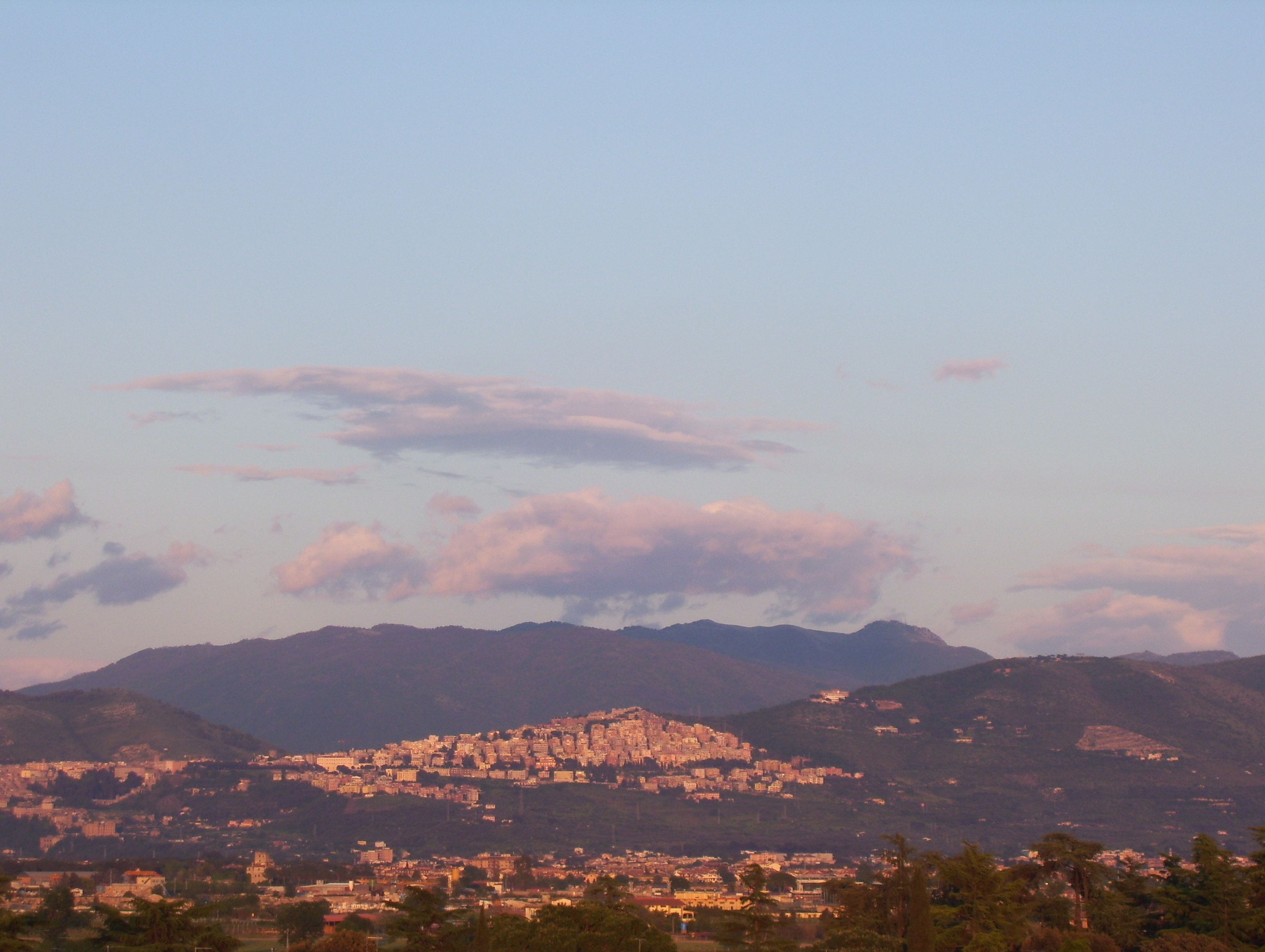
Vista di Tivoli

Dopo la guerra l'afflusso di numerosi immigrati, soprattutto dai paesi montani limitrofi a Tivoli, da Abruzzo, Umbria, Marche, Toscana e dal Basso Lazio - un discreto nucleo originario della provincia di Frosinone è tuttora rilevante a Campolimpido - attratti dalla forte presenza di industrie (gomma, travertino, cartiere) diede vita ad un ingente aumento degli abitanti del comune e alla conseguente crescita dell'urbanizzazione.
A partire dagli anni settanta, poi, le frazioni in pianura, costituite originariamente da piccoli aggregati di case sparse e generalmente abusive nati dopo la guerra in funzione delle fabbriche, delle cave di travertino, dell'attività edilizia e delle coltivazioni locali, cominciarono ad essere urbanizzate intensivamente senza alcuna programmazione (l'unica zona salvaguardata dall'edilizia intensiva fu la fascia degli oliveti che fronteggia la pianura). Rimase perciò invariato il dimensionamento delle infrastrutture stradali, con la conseguente grave e costante congestione del traffico locale.
Tra le frazioni del comune di Tivoli la più antica è Tivoli Terme (già Bagni di Tivoli), località nota e utilizzata fin dall'antichità per le sorgenti di acque minerali sulfuree, tra cui le Aquae Albulae.
Altra frazione molto popolata è Villa Adriana, che si trova alle pendici del colle su cui sorge Tivoli, sul lato sinistro del fiume Aniene. La frazione si è sviluppata nelle vicinanze dell'omonima e storica villa fatta costruire dall'Imperatore Adriano.
Sul lato destro del fiume Aniene sono site poi le frazioni di Favale e di Campolimpido. Le due località, che fino al primo dopoguerra erano a vocazione prevalentemente agricola, e dove sorgevano solo alcuni casali di campagna, tra i quali il Casal Bellini, sono oggi oggetto di sviluppo urbanistico tipicamente residenziale.

## Economia

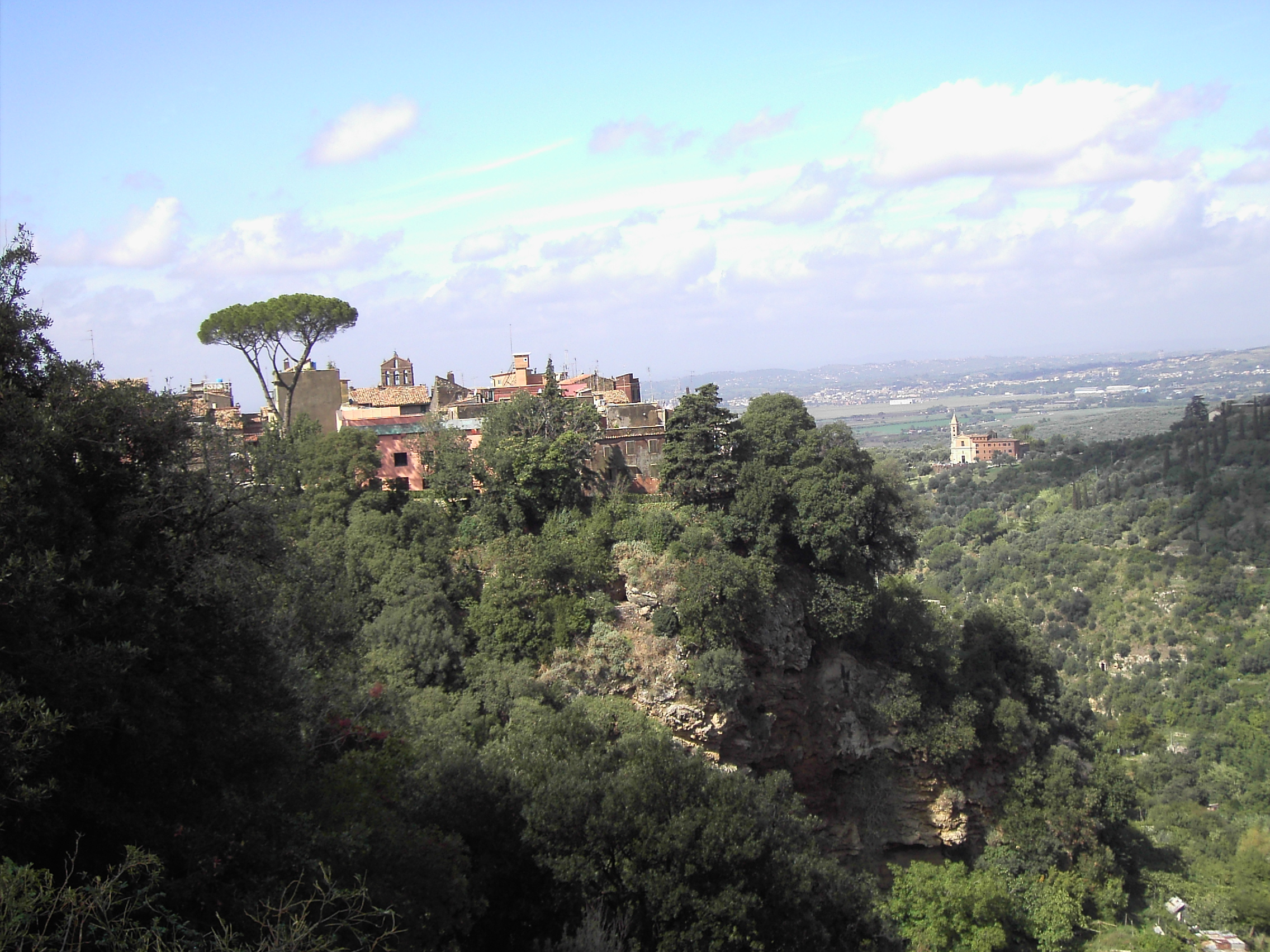
La cittadella

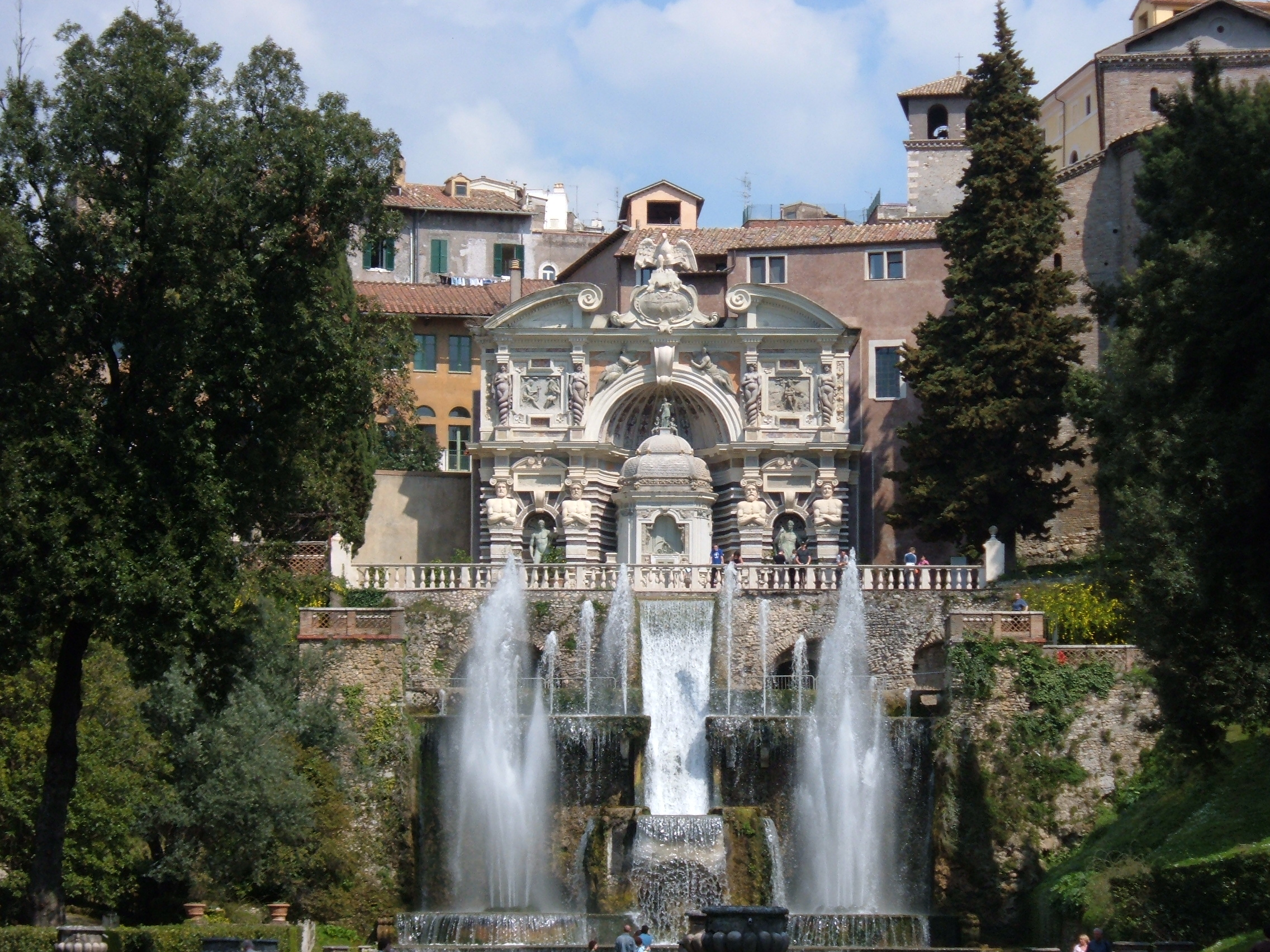
Villa d'Este

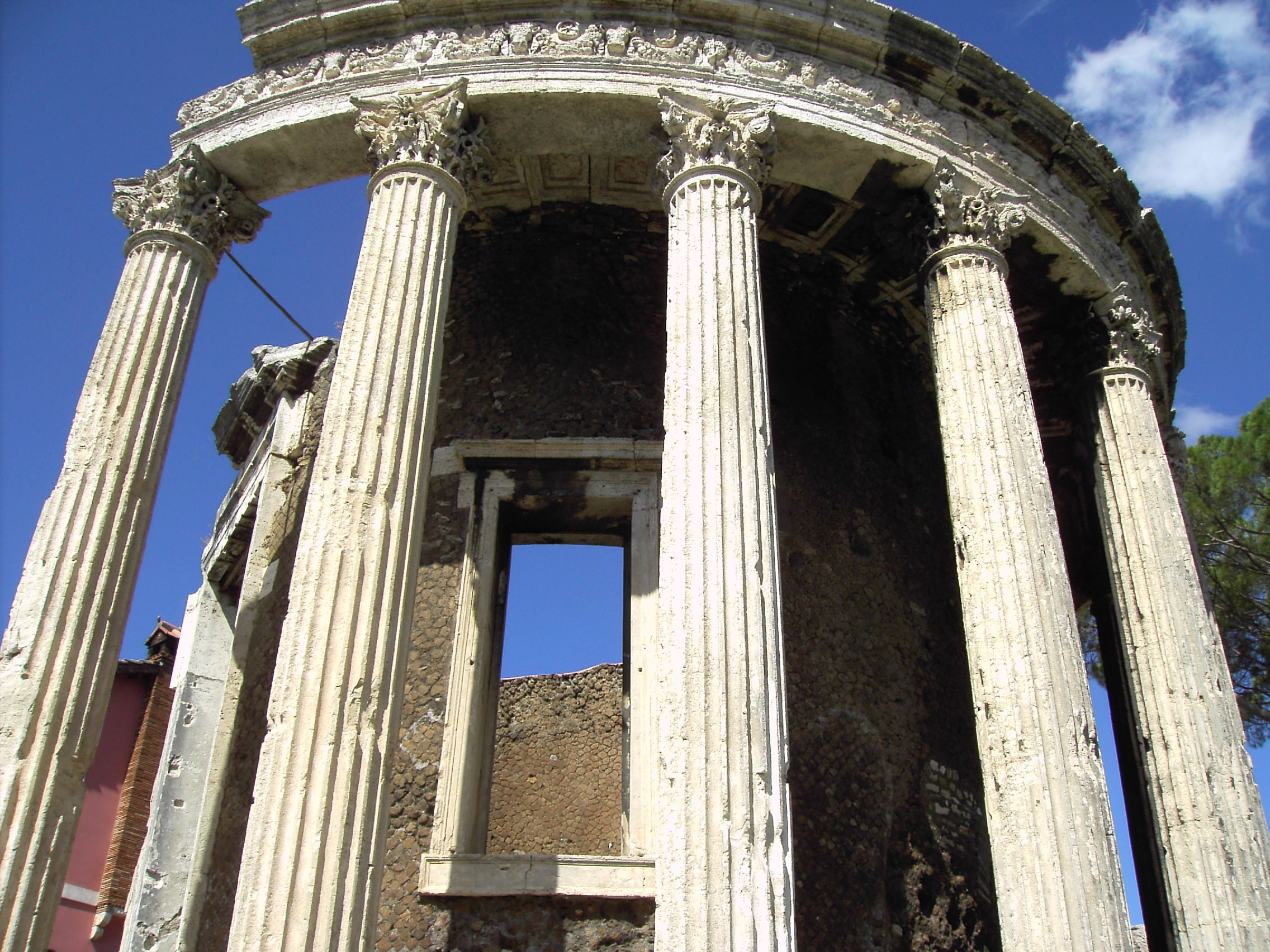
Tempio di Vesta

Le produzioni agricole tradizionali (olivo e vite), da sempre orientate al mercato locale e romano, si ridussero nei decenni del secondo dopoguerra a settore economico residuale, anche perché la natura scoscesa e calcarea dei terreni non favorisce l'agricoltura industriale; il settore sta tuttavia conoscendo negli ultimi tempi una rinascita grazie al nuovo interesse per l'agricoltura di qualità. Specifica della zona rimane la produzione di una varietà di uva denominata pizzutello.
Più significativa fu, nel tempo, la produzione industriale: la ricchezza di acque fu infatti fino al XX secolo una delle principali risorse della città, sia per l'agricoltura, sia per l'industria, relativamente fiorente già in epoca papalina. A questa si aggiungeva, come nerbo delle produzioni locali, l'estrazione e la lavorazione del travertino, pietra regina dei rivestimenti dell'architettura romana dall'antichità al XVIII secolo.
Con la fine del potere temporale e fino alla seconda guerra mondiale la città conobbe un considerevole sviluppo industriale, fondato su diverse industrie cartarie, sulla produzione elettrica, che, avviata nel 1882, fece di Tivoli la prima città illuminata in questo modo in Italia (e che diede poi elettricità ad una parte di Roma), sulla presenza di una grande industria manifatturiera (Pirelli), oltre che sulla produzione di travertino, e, nel dopoguerra, su un'intensa speculazione edilizia.
Finiti gli anni del miracolo economico tuttavia, cioè dagli anni sessanta, e sempre più velocemente nei decenni successivi, la struttura industriale di cui la città viveva si è completamente disgregata, per problemi sia infrastrutturali (posizionamento delle fabbriche storiche su strade che divenivano sempre più inadeguate, dislocazione molto periferica degli svincoli autostradali dell'A24, insufficienza della rete ferroviaria) che strutturali (mancati investimenti, ristrutturazioni industriali sistemiche, crisi delle produzioni manifatturiere).
Le produzioni industriali che non sono state dismesse si sono spostate a valle, in pianura (particolarmente nel comune di Guidonia Montecelio), e la città vive attualmente di terziario (turismo, commercio, servizi), fortemente vincolata alla conurbazione romana di cui sta diventando una propaggine lungo l'asse della via Tiburtina.

## Infrastrutture e trasporti

### Ferrovie
- Bagni di Tivoli, servita da:
  - FL2 Roma Tiburtina - Tivoli
  - Roma Tiburtina - Sulmona - Pescara C.le
- Tivoli, servita da:
  - FL2 Roma Tiburtina - Tivoli
  - Roma Tiburtina - Sulmona - Pescara C.le

### Strade
- Autostrada A24 Strada dei Parchi stazione di Tivoli
- SS5 Tiburtina
- SP33/a Empolitana I
- SP53/a di Poli Tivolese
- SP30 di  Marcellina
- SP45/a della Maria SS.ma di Quintiliolo
- SP32/a di San Polo
- SP51/a Maremmana Inferiore
- SP49 Polense
- SS5Ter Tiburtina del Bivio di Guidonia

### Mobilità urbana
Il servizio di trasporto pubblico è svolto mediante 11 autolinee urbane gestite dalla Cooperativa Autoservizi Tiburtini (CAT) e dalle autolinee interurbane COTRAL. L.go Saragat è un importante capolinea poiché collega Tivoli alla capitale e dunque Roma all'Abruzzo.
Fra il 1879 e il 1934 Tivoli rappresentò il capolinea orientale della tranvia Roma-Tivoli.

## Sport

### Atletica leggera
- Atletica Tivoli.[41]
- ASD Sempre di Corsa Team.[41]
- Tivoli Marathon.[41]

### Calcio
La maggior società tiburtina è il Tivoli Calcio 1919, che vanta quale maggior successo la partecipazione alla Serie C; vi sono poi il Villa Adriana, l'Olimpica Tivoli e l'Albula (quest'ultima basata a Tivoli Terme), mai spintesi oltre le divisioni dilettantistiche a carattere territoriale.

### Ciclismo
- A.S.D. Adrenalina Team Associazione sportiva dilettantistica per la promozione del ciclismo nel territorio di Tivoli.

### Pallacanestro
- A.S.D. Pallacanestro Tivoli

### Pallavolo
Dal 1977 a Tivoli è presente l'ASD Andrea Doria Tivoli sez. Pallavolo, che partecipa ormai da anni a numerosi campionati regionali ottenendo diverse promozioni alle categorie successive.
- ASD Andrea Doria Tivoli sez. Pallavolo, dopo la sconfitta in finale play-off nella stagione 2010/2011 del campionato di serie D, viene ripescata dalla Fipav per disputare, la sua prima volta nella storia, al massimo campionato regionale: la Serie C.

Nella stagione 2013/2014 presenta una formazione maschile che disputa il campionato regionale di serie C, e la Prima Squadra femminile che affronta il campionato regionale di serie D.
Nella stagione 2014/2015 rinuncia al titolo sportivo maschile, mentre la Prima Squadra femminile, per effetto di una retrocessione sofferta nella stagione precedente, disputa il campionato provinciale di Prima Divisione Femminile, vincendo il campionato tornando immediatamente in Serie D.
Dopo due stagioni disputate egregiamente in Serie D, nell'estate del 2017 l'Andrea Doria acquista il titolo per partecipare al Campionato di Serie C femminile, per la stagione 2017/2018.
Nella stagione 2017/2018 vince il Campionato di Serie C femminile, acquisendo il titolo della Serie B2 Femminile.

### Rugby
C'è una squadra di Rugby fondata nel 2003 militante nel campionato regionale di serie C2.
- Tivoli Rugby

### Pallanuoto
Asd Swimming club Tivoli

### Triathlon
Asd Team Panda

### Impianti sportivi
- Stadio Olindo Galli[senza fonte]
- Stadio comunale Ripoli[senza fonte]
- Piscina comunale[senza fonte]
- Polo Natatorio[senza fonte]
- Città dello Sport (calcio, nuoto, atletica, rugby)[senza fonte]
- Palazzetto dello Sport (calcio a 5, basket, volley)[senza fonte]